# Вирус Эпштейна — Барр
Ви́рус Эпште́йна — Барр (ВЭБ), или вирус Эпстайна — Барр, или вирус герпеса человека 4 типа, или герпесвирус человека тип 4 (ГВЧ-4, англ. Human gammaherpesvirus 4, ранее Human herpesvirus 4) — вид вирусов из подсемейства гаммагерпесвирусов семейства герпесвирусов.

## История открытия
История открытия данного вируса, как и большинство величайших открытий, случилось благодаря ряду счастливых случайностей. 5 декабря 1963 года учёным Майклу Эпстайну (в русской литературе его фамилия закрепилась как Эпштейн) и Ивонне Барр удалось выделить новый герпесвирус из культуры клеток лимфомы Беркитта. Предыдущие попытки выявления вируса не были эффективными. Во многом помог случай — декабрьский препарат прибыл из Центральной Африки с большой задержкой. В итоге в процессе разложения препарат оказался окружён мутной плохо пахнущей жидкостью, в которой учёные нашли единичные клетки опухоли с признаками присутствия неизвестного герпесвируса.

## Описание
Геном вируса Эпштейна — Барр представлен двуцепочечной ДНК, вирус в своем развитии не имеет РНК-стадии. В настоящее время данному вирусу наряду с другими герпесвирусами приписывается важная роль в формировании опухолевых клеток в организме человека. Вирус Эпштейна — Барр хорошо размножается в культуре клеток лимфомы Беркитта, крови больных инфекционным мононуклеозом, лейкемических клетках и культуре клеток головного мозга здорового человека. У многих людей, заражённых вирусом Эпштейна — Барр, болезнь проходит бессимптомно.
Вирус способен реплицироваться, в том числе в В-лимфоцитах; в отличие от других вирусов герпеса он не вызывает гибели клеток, а напротив, активирует их пролиферацию. Вирионы включают специфические антигены: капсидный (VCA), ядерный (EBNA), ранний (ЕА) и мембранный (МА) антигены. Каждый из них образуется в определённой последовательности и индуцирует синтез соответствующих антител.

## Этимология
Вирус первоначально назван в честь английского вирусолога, профессора Майкла Энтони Эпштейна  и его аспирантки Ивонны Барр, описавших его в 1964 году.
В 1979 году научное название изменили на Human herpesvirus 4, в 2016 году — ещё раз, для указания подсемейства, к которому вид относится, на Human gammaherpesvirus 4.

## Эпидемиология
ВЭБ является одним из самых распространённых вирусов человека. В США примерно у половины всех пятилетних детей и от 90 до 95 % взрослых есть доказательства перенесённой инфекции.

## Патология
Болезни, ассоциированные с вирусом Эпштейна — Барр:
- Синдром хронической усталости
- Инфекционный мононуклеоз (мультигландулярный аденоз, железистая лихорадка, болезнь Филатова, поцелуйная болезнь, болезнь студентов[11])
- Лимфогранулематоз (болезнь Ходжкина)
- Некоторые из неходжкинских лимфом, в частности лимфома Беркитта (центральноафриканская лимфома)
- Назофарингеальная карцинома (носоглоточное раковое образование)
- Общая вариабельная иммунная недостаточность
- Синдром Алисы в стране чудес
- Гепатит
- Герпес
- Стоматит
- Посттрансплантационная лимфопролиферативная болезнь
- Рассеянный склероз[12]
- Волосатая лейкоплакия
- Болезнь Кикучи-Фуджимото[англ.]
- Гипотиреоз

## Лечение
Для противовирусной терапии применяются препараты, эффективные против различных типов герпесвирусов: ганцикловир, валацикловир. Специфическая терапия, как правило, требуется при тяжёлых вирус-ассоциированных заболеваниях у лиц с иммунодефицитом.

### Генотерапия
Обнадёживающие результаты продемонстрированы при лечении клеток линии Vero от герпесвирусов типа 1 (вирус простого герпеса, HSV-1), типа 4 (вирус Эпштейна — Барр, EBV) и типа 5 (цитомегаловирус человека, HCMV) методом CRISPR/Cas9. Для некоторых участков их ДНК были созданы направляющие молекулы РНК, благодаря которым нуклеазы Cas9 способны распознавать их в геноме хозяина и разрезать. Эксперименты показали, что разрез в одном участке вирусной ДНК снижает число заражённых клеток примерно вдвое, а два разреза приводят к почти полному удалению вирусов.

## Профилактика
Эффективной вакцины против вируса Эпштейна — Барр не существует, проводятся клинические испытания. Основную проблему при разработке вакцины создают различия состава белков на разных фазах существования вируса.